# Historia regum Britanniae

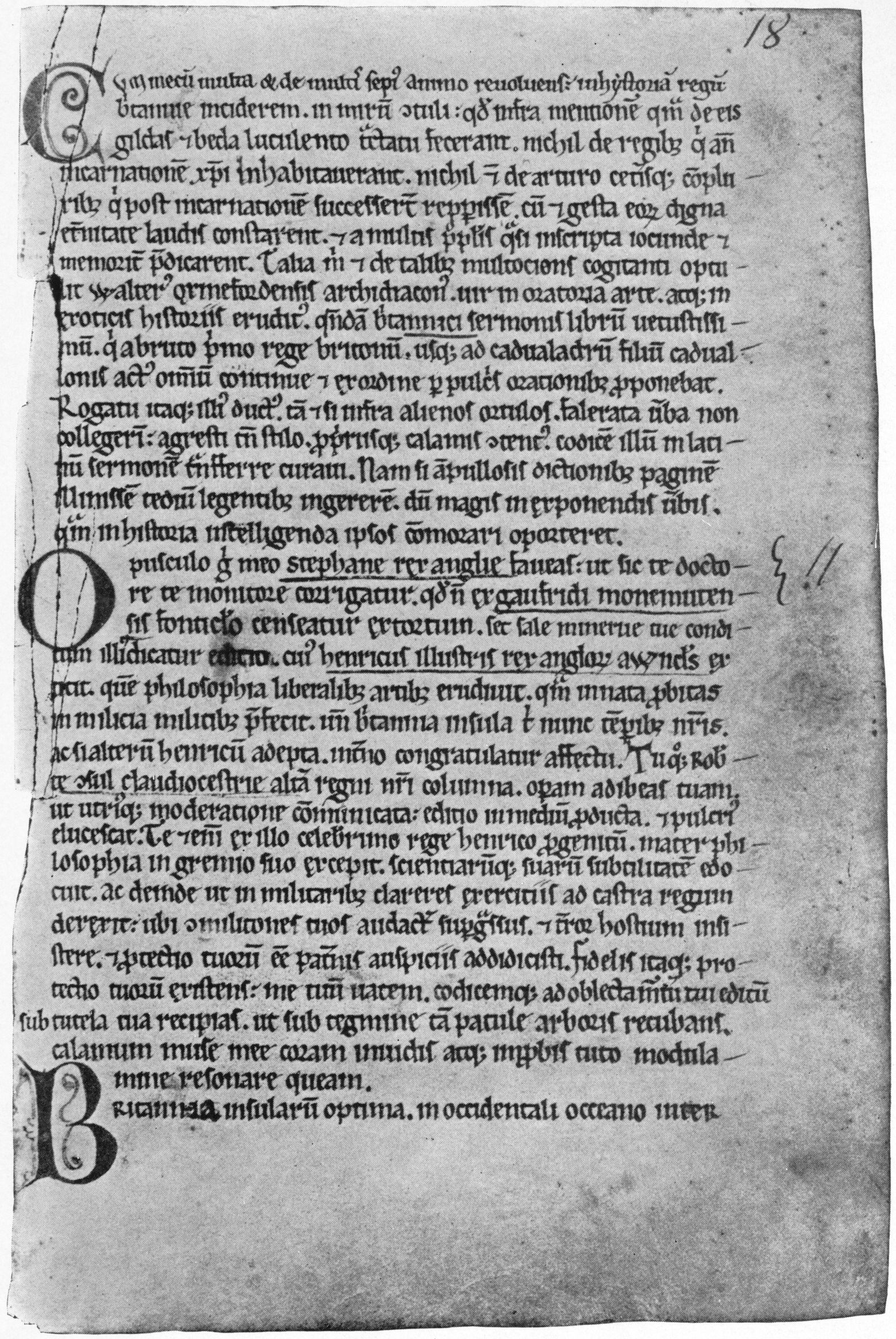
Geoffrey von Monmouth, Historia regum Britanniae, Widmung. Handschrift Bern, Burgerbibliothek, 568, fol. 18r (12. Jahrhundert)

Die Historia regum Britanniae („Geschichte der Könige Britanniens“) ist ein um 1136 von Geoffrey von Monmouth in lateinischer Sprache verfasstes, 12 Bücher umfassendes pseudohistorisches Werk über die frühe englische Geschichte.

## Inhalt, Quellen, Rezeption
Das Werk beginnt mit der angeblichen ersten Besiedlung Britanniens durch Brutus, einem Abkömmling der Trojaner, und bietet dann eine etwa 2000 Jahre umfassende, weitgehend sagenhafte Chronik der britannischen Könige bis zur im 7. Jahrhundert erfolgten Machtübernahme der Angelsachsen über einen großen Teil der Insel. Den Schlusspunkt stellt der Tod des Königs Cadwallader von Nordwales 634 n. Chr. dar. Das Buch erfreute sich großer Beliebtheit, sodass von ihm mehr als 200 Handschriften erhalten blieben. Es ist eines der zentralen Stücke der Matière de Bretagne.
Heutzutage wird Historia regum Britanniae als geschichtlich wertlos betrachtet. Zwar gibt Geoffrey an, dass ihm ein sehr altes, in der Volkssprache abgefasstes Buch als Quelle gedient habe, doch wird diese Behauptung von den meisten modernen Forschern nicht ernst genommen. Geoffrey scheint sein Material vielmehr aus Gildas’ im 6. Jahrhundert entstandener De Excidio et Conquestu Britanniae, Bedas im frühen 8. Jahrhundert verfasster Historia ecclesiastica gentis Anglorum, der um 830 kompilierten und Nennius zugeschriebenen Historia Brittonum, den im 10. Jahrhundert niedergeschriebenen Annales Cambriae und weiteren Quellen wie etwa walisischen Genealogien geschöpft und fantasievoll erweitert zu haben. Vor allem Geoffreys fast völlig fiktive Schilderung des Königs Artus wurde äußerst einflussreich für die weitere Rezeption des Sagenstoffs.
Wace übersetzte die Historia regum Britanniae schon um 1150 unter dem Titel Roman de Brut ins Altfranzösische und Layamon um 1200 als Brut ins Mittelenglische. In der Mitte des 13. Jahrhunderts wurde sie von isländischen Gelehrten rezipiert und unter dem Titel Breta sögur ins Isländische übertragen. Im 13. bis 15. Jahrhundert wurde die Historia unter dem Titel Brut y Brenhinedd [brit ə bren'hineð] auf mittel- bzw. frühneukymrisch bearbeitet. Davon sind mehr als 60 Handschriften überliefert.
Unter den vielen Herrschern, die in der Historia regum Britanniae erwähnt werden, sind die bekanntesten:
- Brutus von Britannien – gründete die britannische Kolonie und benannte die Insel nach sich
- König Lear – romantisiert in Shakespeares Schauspiel König Lear
- Cassivellaunus – britannischer König zur Zeit der Invasion Caesars
- Mandubracius/Androgeus – Gegenspieler Cassivellaunus’ zur Zeit der Invasion Caesars
- Cymbeline – parodiert in Shakespeares Tragikomödie Cymbeline
- Lucius von Britannien – erster christlicher König in Britannien
- Eudaf Hen – König in Britannien
- Coel – der Namensgeber für den König „Old King Cole“ aus dem englischen Kinderlied
- Konstantin der Große – erster christlicher römischer Kaiser
- Vortigern – der britannische König aus vielen mittelalterlichen Geschichten
- Artus – der berühmteste der legendären britannischen Könige
- Gwendolen – mythische britannische Königin
- Elidurus – sagenhafter britannischer König

## Ausgaben
- Michael D. Reeve (Hrsg.), Neil Wright (Übersetzer): Geoffrey of Monmouth. The history of the kings of Britain: an edition and translation of „De gestis Britonum“ („Historia regum Britanniae“), Woodbridge 2007, ISBN 978-1-84383-206-5